# Richard Burton
Richard Burton, rozený jako Richard Walter Jenkins (10. listopadu 1925 Pontrhydyfen, Wales, Spojené království – 5. srpna 1984 Céligny, Švýcarsko), byl britský (velšský) divadelní a filmový herec. Také se věnoval například recitaci či audionahrávkám. Sedmkrát byl nominován na Oscara, ale ani jednou ho nezískal.

## Životopis
Jeho život byl velice bouřlivý. Narodil se jako dvanácté ze třinácti dětí horníka hlubinného dolu, Velšana Richarda Waltera Jenkinse seniora, a barmanky Cecilie, která zemřela krátce po porodu třináctého dítěte, když byly Richardovi dva roky. Otce Richard popsal jako notorického alkoholika. Vyrostl v Port Talbotu v péči své nejstarší sestry Cecilie (zvané Cis) a jejího manžela, horníka Elfeda. V dětství se věnoval sportům, hlavně atletice, ragby a tenisu. Jako jediný z rodiny dostal možnost vystudovat střední školu a očekávalo se, že půjde v Oxfordu na univerzitu, místo ní tam vystudoval herectví.
Herecký talent v něm objevil jeho učitel angličtiny na střední škole Philip Burton. Richard se později k Philipovi nastěhoval a stali velmi blízkými přáteli. V divadelní roli se objevil poprvé na začátku 40. let 20. století ve hře G. B. Shawa The Apple Cart. Miloval Shakespearovy hry, v letech 1949–1956 hrál v Londýně mj. s Lawrencem Olivierem.
Na konci 50. let se stal uznávaným hercem nové vlny. Zahrál si po boku Elizabeth Taylorové v tehdy vůbec nejdražším filmu Kleopatra. Poté se jeho kariéra i alkoholismus rozjely naplno. V roce 1974 se dokonce téměř upil k smrti. Jeho posledním filmem se stala adaptace knihy George Orwella 1984, v témže roce zemřel.
Byl pětkrát ženatý, z toho dvakrát s Taylorovou, toto manželství však bylo bezdětné, zatímco s manželkou Sibyl měl dvě dcery a třetí dceru adoptoval.

### Nemoci a smrt
Byl silný kuřák, denně vykouřil 60 až 100 cigaret. Trpěl chronickou nespavostí, cirhózou jater a hemofilií. Aby pomohl ostatním nemocným s touto vzácnou chorobou, založil se svou ženou fond, jenž nesl jeho jméno. Stejně jako jeho otec byl alkoholik, jeho životopisec Melwyn Bragg uvádí, že počátkem sedmdesátých let vypil tři láhve destilátu denně, a proto se neudržel na nohou a mnohé filmové scény se s ním musely natočit vsedě nebo vleže. Roku 1974 prošel neúspěšně šestitýdenním protialkoholním léčením v Santa Monice v Kalifornii. Ve svých osmapadesáti letech v opilosti zemřel na závažné krvácení do mozku.

## Ocenění
Již roku 1951 dostal za svou roli v divadelní hře Dáma není k pálení Světovou divadelní cenu. Roku 1952 dostal za hlavní roli ve filmu Moje sestřenice Rachel Zlatý globus pro filmový objev roku. Oceněn byl také za divadelní roli Hamleta v Shakespearově dramatu, inscenovaném na Broadwayi. Vícekrát byl na filmových festivalech oceněn Cenou akademiků pro nejlepšího filmového herce. Sedmkrát byl nominován na Oscara.
Dne 1. března 2013 mu byla posmrtně odhalena bronzová hvězda na hollywoodském Chodníku slávy. Jeho hvězda leží v blízkosti hvězdy jeho bývalé manželky Elizabeth Taylorové.
O vztahu Richarda a jeho učitele Philipa natočil v roce 2025 režisér Marc Evans film Mr. Burton.

## Galerie

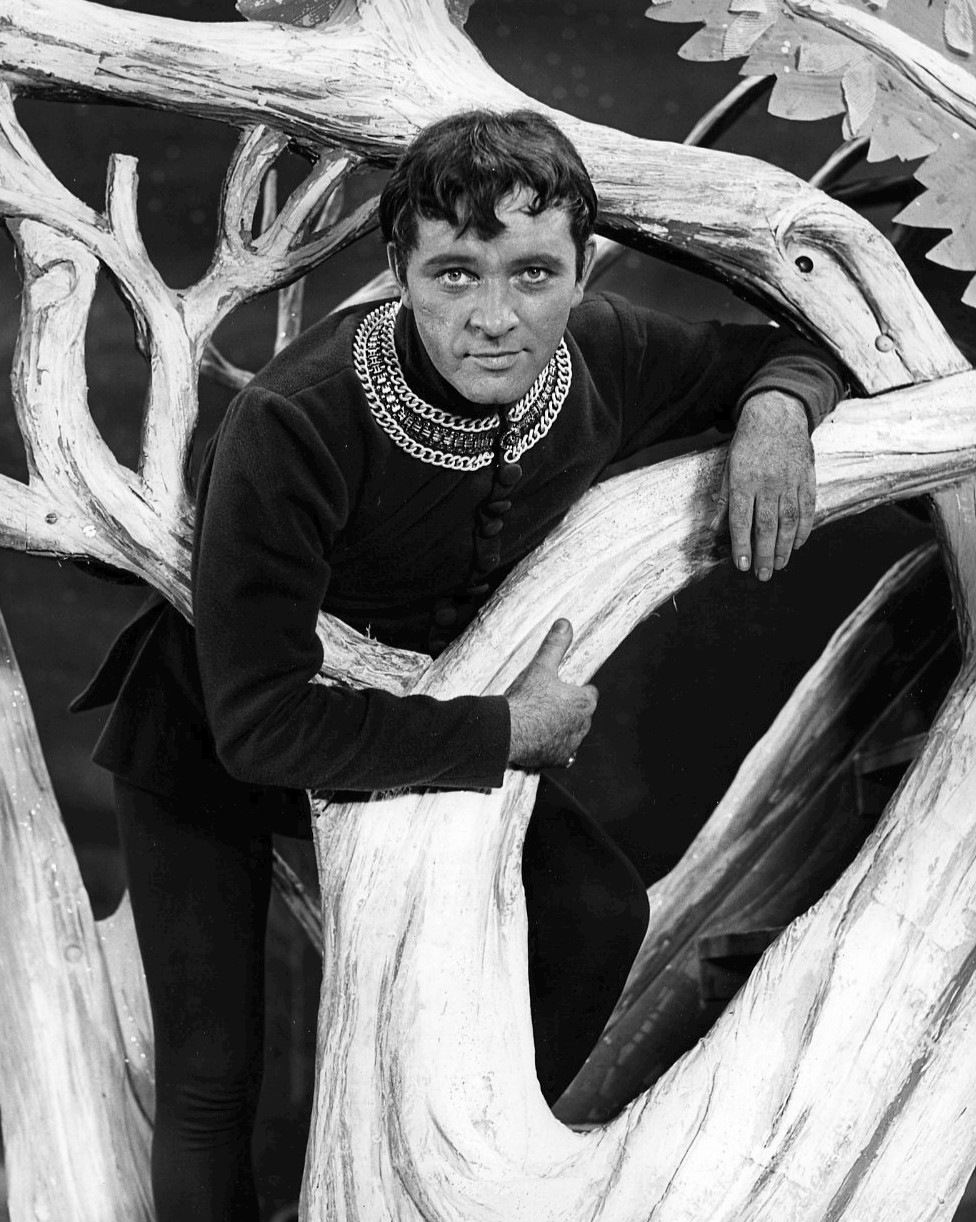
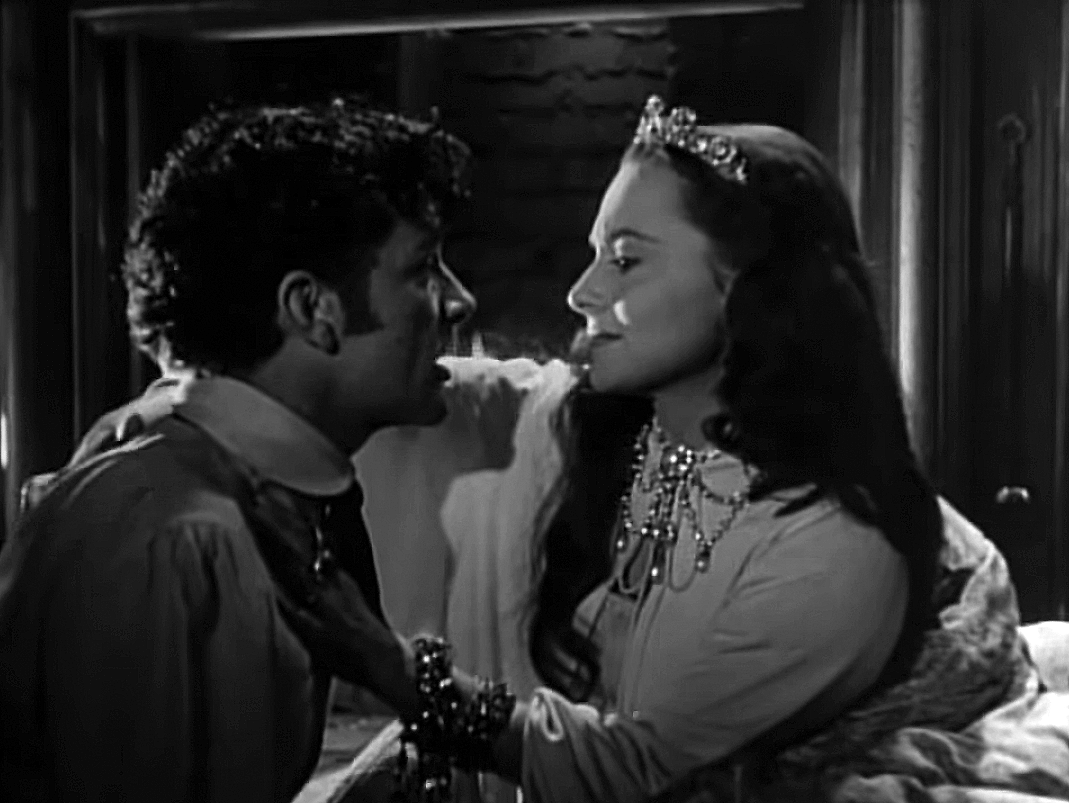
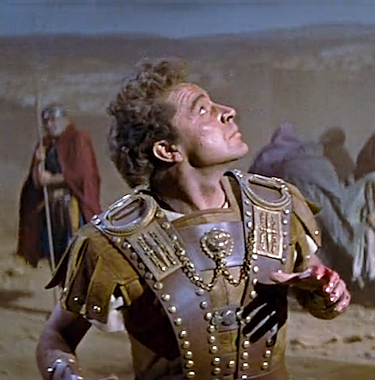
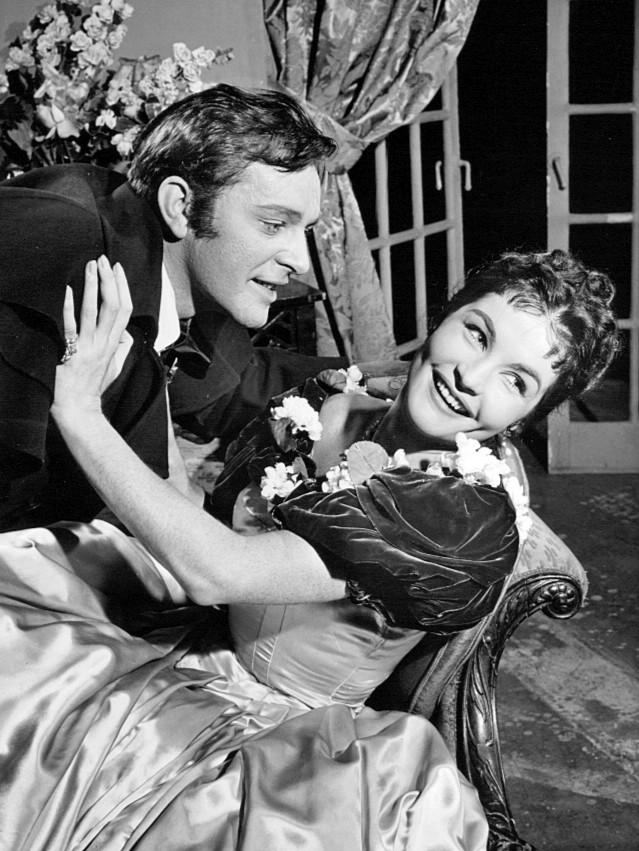
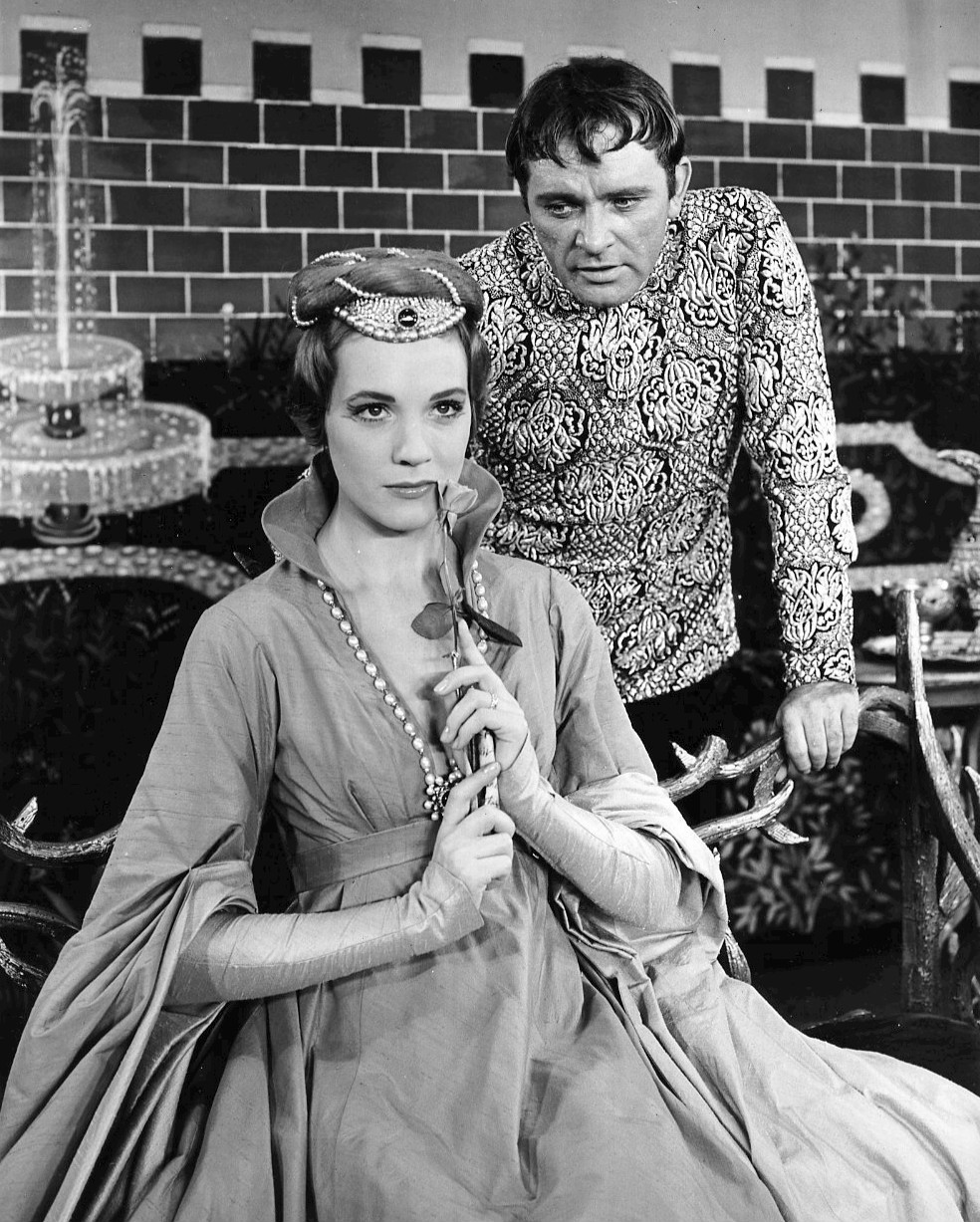
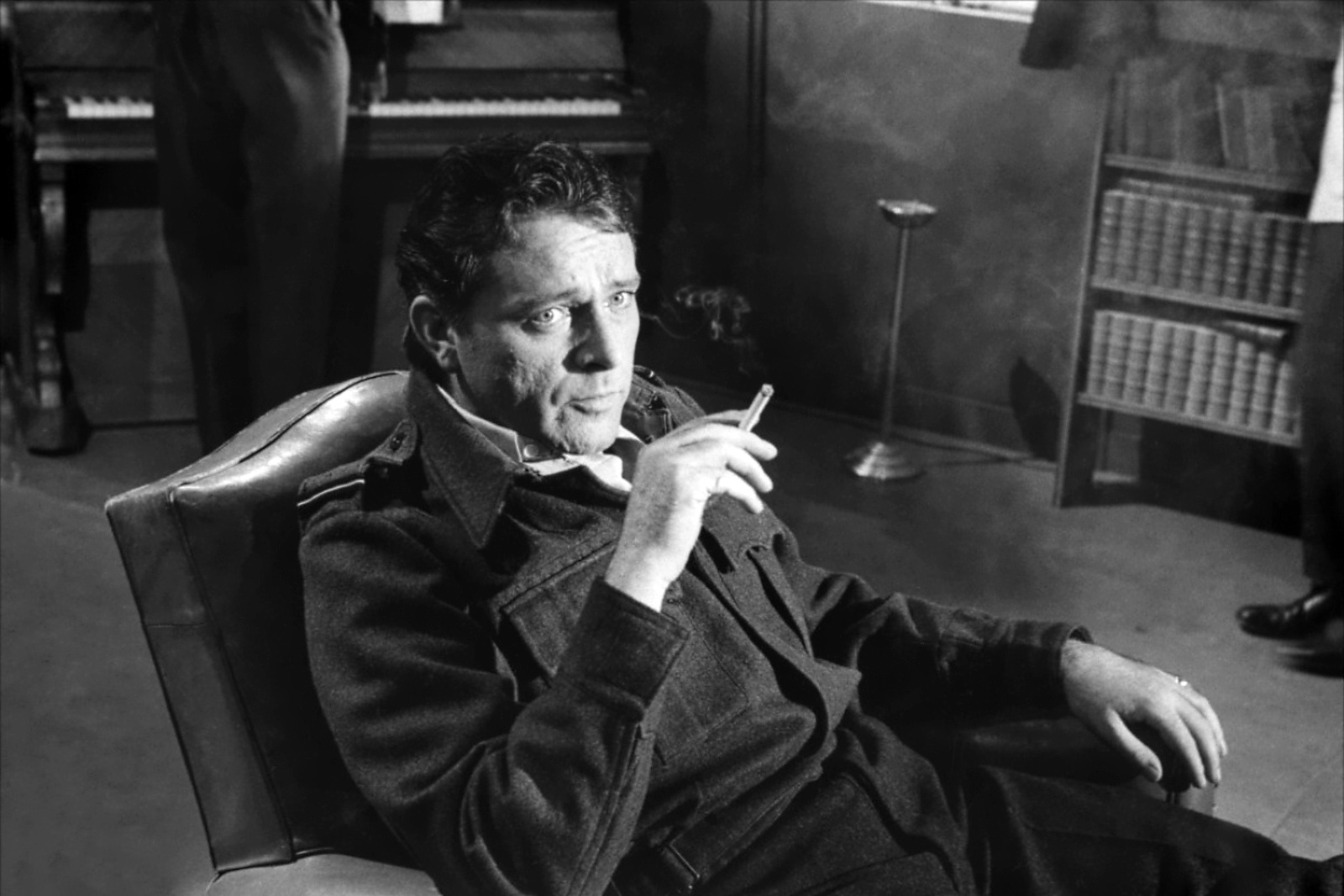
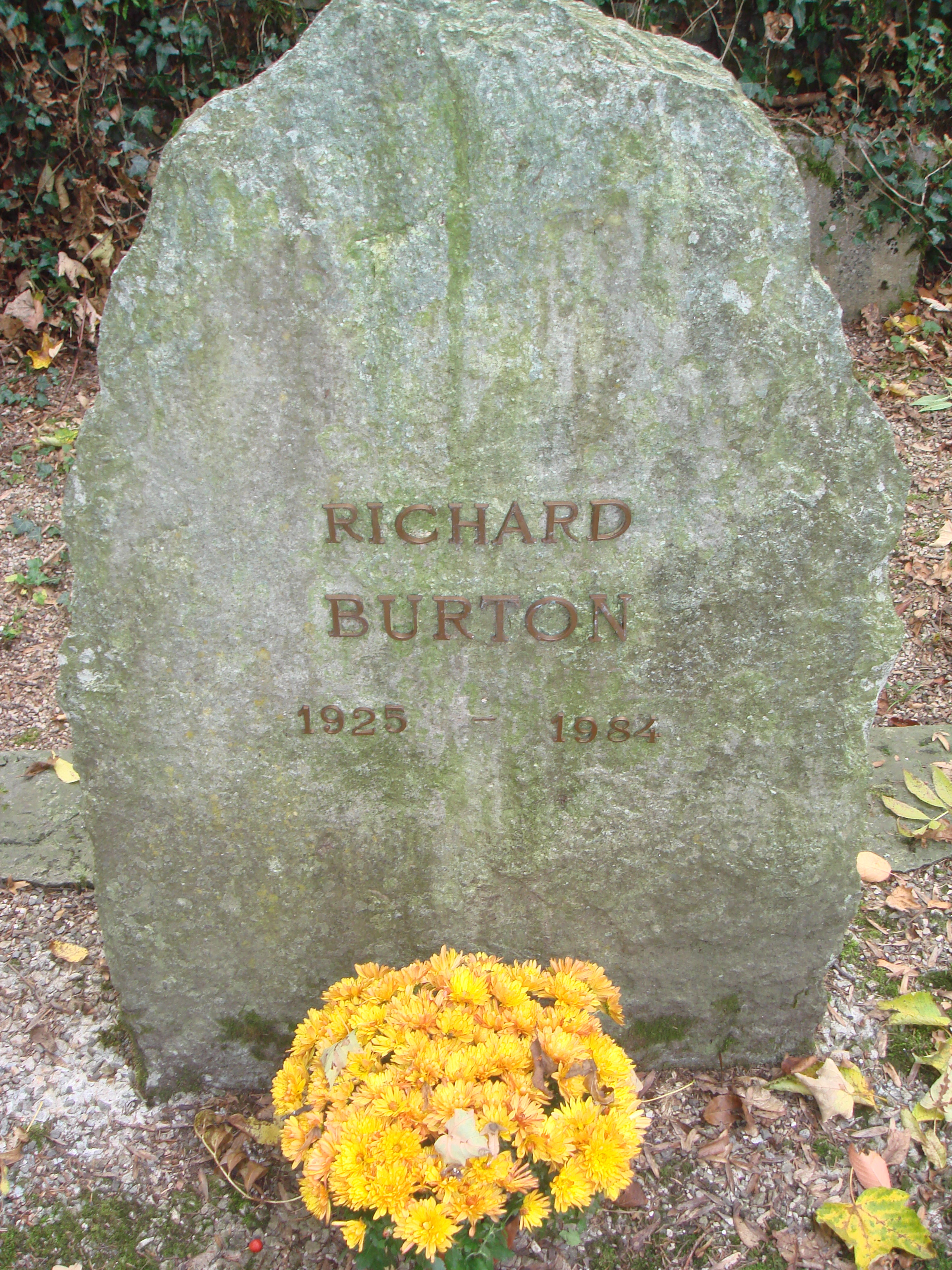

## Filmografie (výběr)
- Moje sestřenice Rachel (1952), podle románu Daphne du Maurier
- V hněvu se ohlédni (1959)
- Kamelot (1961)
- Nejdelší den (1962)
- Kleopatra (1963)
- Becket (1964)
- Kdo se bojí Virginie Woolfové? (1966)
- Zkrocení zlé ženy (1967)
- Doktor Faust (1967)
- Komedianti (1967)
- Kam orli nelétají (1968)
- Anna - královna na tisíc dnů (1969)
- Masakr v Římě (1973)
- Sutjeska (1973)
- Člen klanu (1974)
- Equus (1977)
- Dotek Medúzy (1978)
- Zproštění viny (1978)
- Divoké husy (1978)
- 1984 (1984)